# Dimitar Grekov
Dimitar Grekov (Boljrado, Imperio ruso,14 de noviembre de 1847- Sofía, Bulgaria, 7 de mayo de 1901). Fue un destacado político búlgaro Conservador al principio que luego se inclinó por la ideología Liberal y también se desempeñó como Primer ministro. Era miembro de la Asamblea Constituyente búlgara convocada en febrero de 1879, un organismo que formó la base del parlamento nacional del nuevo estado independiente.

## Biografía
Su nombre completo era Dimitar Panayotov Grekov, nativo de Bolgrad en Besarabia (ahora Boljrado, Ucrania). Grekov se educó en una escuela jurídica francesa.
Dimitar Grekov fue miembro del Partido liberal y miembro de la Asamblea Constituyente búlgara, un organismo que formó la base del Parlamento Nacional. En el gabinete de 1879 de Todor Burmov se desempeñó como Ministro de Justicia, el primero de una Bulgaria independiente. En 1886, el primer ministro y regente Stefan Stambolov eligió a Grekov, junto con Konstantin Stoilov para viajar por Europa con el fin de encontrar un príncipe, apto para el Reino de Bulgaria. El equipo de tres hombres buscó en Belgrado y Viena y se les negó la entrada a Rusia antes de decidirse por  Fernando I de Bulgaria , a quien ofrecieron la corona.

## Últimos años
Dimitar Grekov fue nombrado primer ministro el 30 de enero de 1899 y fue destituido de su cargo el 13 de octubre de ese mismo año después de un mandato breve. Falleció el 7 de mayo de 1901 a los 53 años.